# El Celler de Can Roca
 El Celler de Can Roca  (Ель Сельєр де Кан Рока) — ресторан у Жироні (Каталонія, Іспанія), відкритий в 1986 році братами Хуаном, Хосепом і Хорді Рока. Визнавався найкращим рестораном світу 2013 і 2015 років за версією британського журналу «Restaurant».

## Загальні відомості

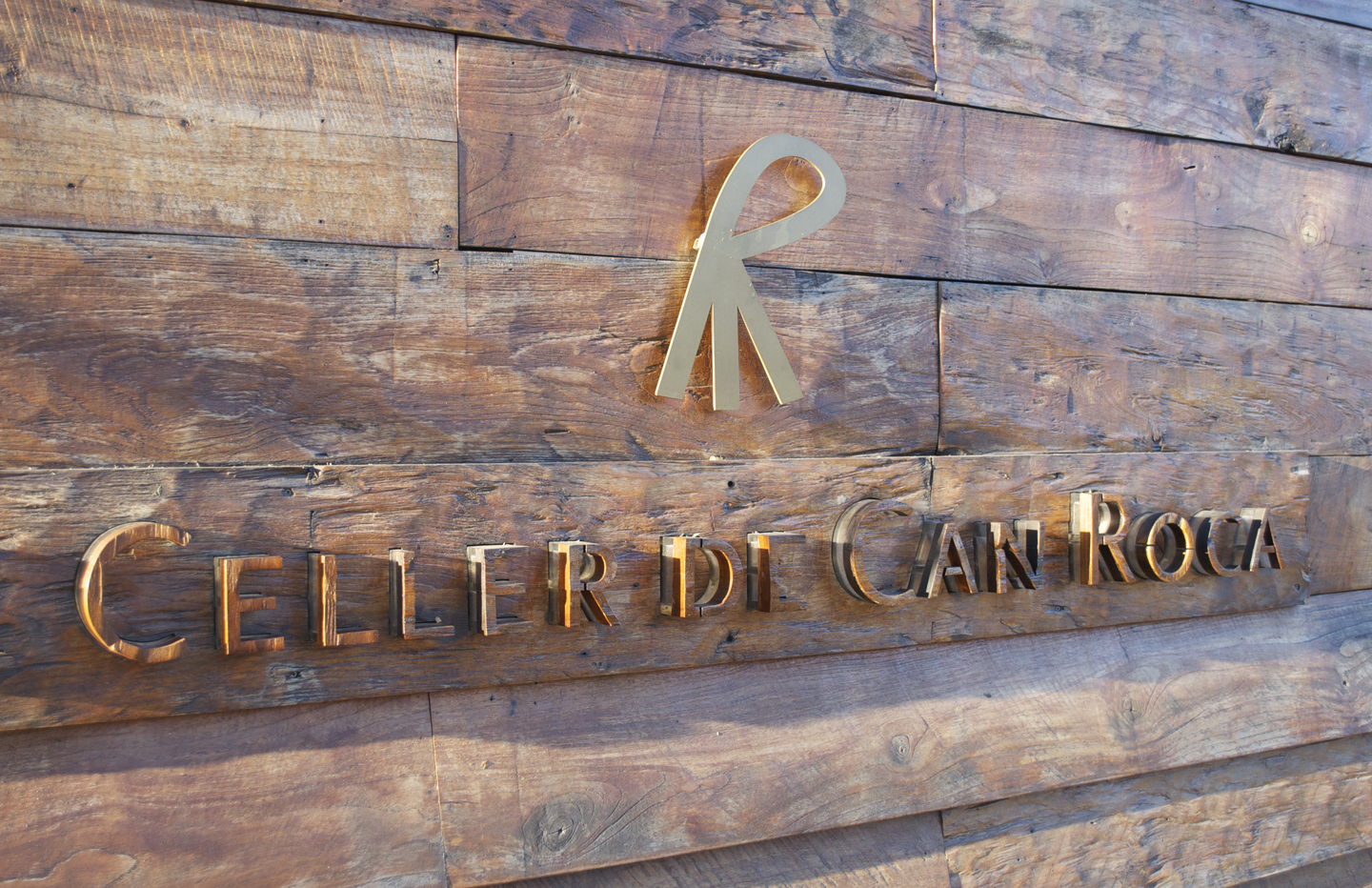
Лого ресторану у вигляді літери R з трьома ніжками

Логотип цього ресторану у вигляді латинської літери R (перша літера прізвища братів) з трьома ніжками символізує згуртованість братів Рока у роботі
Спочатку ресторан братів розташовувався в невеликих приміщеннях поруч з рестораном їхніх батьків El restaurante de Can Roca, але у 2007 переїхав у спеціально споруджену будівлю.
Високо оцінюється ресторанними критиками і рейтинговими агентствами, отримав три зірки від авторитетного ресторанного гіда Мішлен. Його часто порівнювали з колишнім найкращим рестораном світу — Ель Буллі. В рейтингу 50 найкращих ресторанів світу він посідав друге місце в 2011—2012 роках, а у 2013 вперше отримав звання найкращого.
Кухня ресторану відноситься до традиційної каталанської, але містить власні напрацювання братів, що дозволяє гіду Мішлен характеризувати її як «креативну». Ресторан має великий винний погріб, в якому міститься близько 60 тис. пляшок вина. Від цього погріба (celler) і походить назва ресторану. Тут подаються страви, які включають компоненти, що мають аромати відомих духів, причому в оригінальній презентації. Наприклад, карамелізовані (начебто обжарені у цукрі) оливки подаються на підставці у вигляді бонсай-деревця.

### Історія

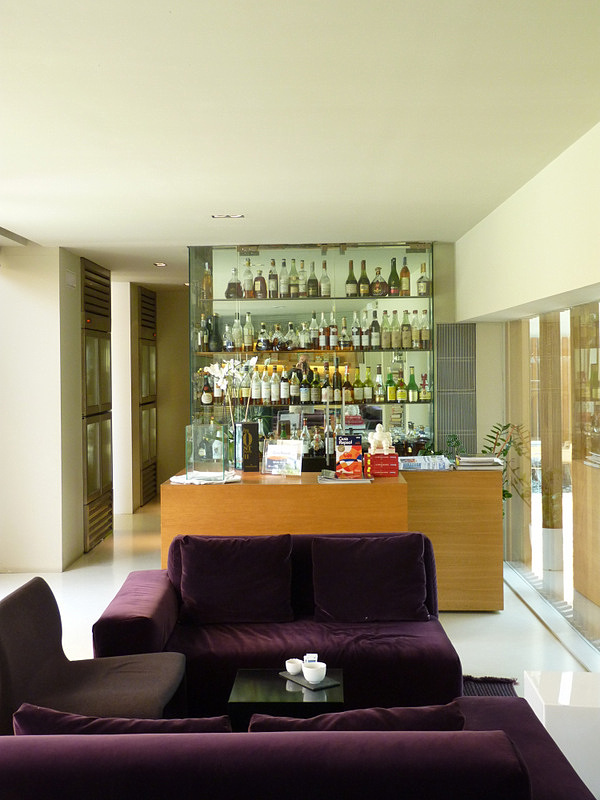
В барі ресторану

Ресторан був створений братами Рока у 1986 році поряд з головним сімейним рестораном їх батьків El restaurante de Can Roca, який відкрився в 1967 році.
Найстарший брат, Хуан Рока, є головним шеф-кухарем ресторану, середній брат, Хосеп, — сомельє, а наймолодший, Хорді, відповідає за десерти. Хуан Рока є шеф-кухарем найвищого класу, одним з піонерів вакуумної технології приготування їжі Sous-vide.
Завдяки авторитету, здобутому в практичній ресторанній діяльності і постійному новаторству, брати беруть участь в деяких наукових програмах у галузі приготування їжі в Гарвардському університеті (США).
Всі брати є лауреатами національної гастрономічної премії від Academia Española de Gastronomía і почесними докторами Університету Жирони.
В кінці 2007 ресторан переїхав в сучасну спеціально спроектовану під його концепцію будівлю, яка знаходиться в 100 метрах від колишнього місця розташування, а стара будівля почала використовуватись для харчування співробітників ресторану.
Нове планування у залі відвідувачів включає дерев'яну підлогу, просто оформлені столи, кожен з яких стоїть на окремому килимі. На кожному столику поставлено по три камінця, що символізують спільну діяльність трьох братів. Їжа подається у порцеляновому посуді Розенталь.
Просторе кухонне приміщення в новій будівлі достатнє для комфортної роботи тридцяти кухарів. Воно сплановане так, щоб Хуан Рока міг спостерігати за приготуванням їжі кухарями навіть в той час, коли сам займається адміністративними функціями. Принаймні один з трьох братів обов'язково присутній при наданні будь-якої послуги.
В ресторані 45 посадочних місць.
Ресторан El Celler De Can Roca вперше з'явився в британській телевізійній грі MasterChef: The Professionals 13 грудня 2011 року. Трьом фіналістам змагання кухарів було запропоновано приготувати їх власні страви за трьох братів Рока, а також приготувати шість фірмових страв цього ресторану для групи запрошених гостей. Один з учасників гри, який був раніше шеф-кухарем в англійському ресторані, за результатами гри отримав запрошення на роботу в El Celler De Can Roca.

### Меню

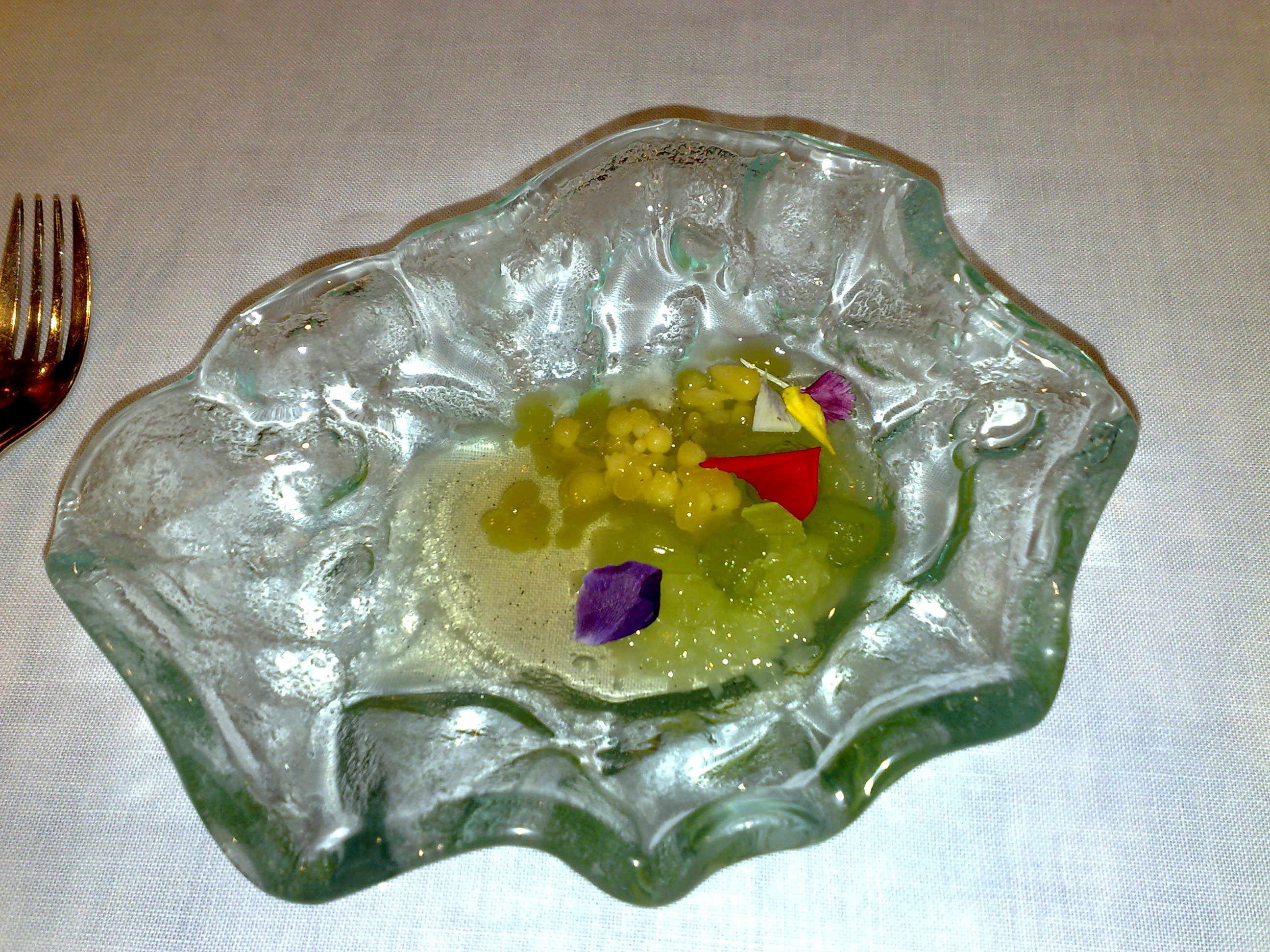
Адаптація парфумів DKNY (Donna Karan New York)

В ресторані зазвичай використовують місцеві продукти Каталонії. Їх смакові якості збагачуються методами молекулярної гастрономії і незвичайною презентацією їжі, яка включає, наприклад, подачу карамелізованих оливок у вигляді бонсай-дерева.
Гід Мішлен характеризує кухню братів як «креативну», журналіст газети The Times Едвард Оуен вважає, що ця кухня є сплавом традиційних страв з сюрреалістичними мотивами. В цьому ресторані використовуються зокрема методи заморожування м'яса кальмарів в рідкому азоті — після розмелювання в потужному блендері воно заморожується в спеціальних трубчатих мішочках, звідки їх витісняють у необхідні формочки для подальшої обробки.
Клієнтам ресторану, які щойно зайняли свої місця, пропонують вибір невеликих порцій закусок з кухонної секції, яку називають «El Mundo», і яка спеціалізується лише на приготуванні маленьких порцій для гостей.
Як правило, пропонується набір з п'яти закусок, що демонструють смаки з різних куточків світу, щоб ознайомити гостя з оригінальними методами приготування їжі і її презентаціями. Наприклад, маленька кулька замороженої рибної маси, приправлена спеціями і змочена в маслі какао, представляє тайську кухню.
Кожна з п'яти демонстраційних порцій страв розміщується на одній з гілок спеціального дерев'яного тримача.
Ресторан пропонує страви, що включають такі компоненти, як м'ясо креветок, омарів і фуа-гра, а також такі продукти каталанської кухні як м'ясо голуба, хек, свинячі ніжки. До рибних страв пропонується соус «велюте» на основі ру і бульйону річкового рака, приправлений цибулею, какао і м'ятою.
Брати створили кілька страв і десертів з ароматами духів Eternity від Calvin Klein, духів від Кароліна Ерера (Carolina Herrera), Lancôme і Bvlgari.
Мало того, ресторан випустив свій власний парфум під назвою Nuvol de Ilimona. Він оснований на десерті (лимонному бісквіті), який подають в ресторані під назвою Lemon Distillation і був розроблений для використання під час спецефекту розпорошення туману під час споживання клієнтом десерту.
Винна карта розділена на окремі карти для червоного і білого вина. В цих картах описано понад 2,800 вин. Карта подається до кожного столика на візку при подачі страв. У погрібі ресторану в наявності є понад 60,000 пляшок вина.

## Світове визнання

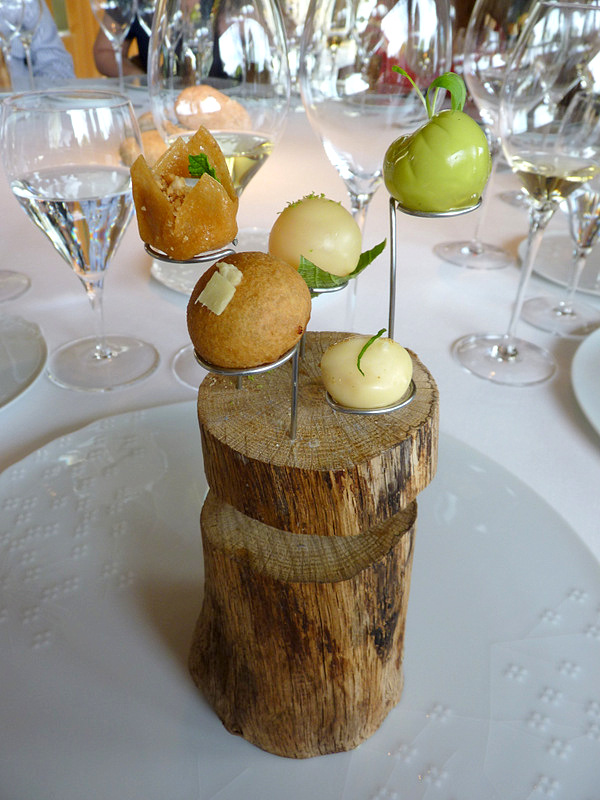
Набір закусок від секції «El Mundo»

El Celler De Can Roca отримав високу оцінку від відомих шеф-кухарів. Зокрема британський шеф-кухар французького походження Мішель Ру охарактеризував його як «один із топ ресторанів в Європі», Мішель Ру Молодший називав його своїм улюбленим рестораном. Авторитетний ресторанний критик Енді Гейлер, який відвідав ресторан у жовтні 2010, дав йому загальну оцінку 9 з 10 за своєю власною шкалою, зазначаючи, що ця оцінка дана за приготування їжі, рівень якого досяг вершини, що справляє на гостей ресторану незабутні враження. Він високо оцінив основну страву — татарський стейк, який був поданий з гірчичним морозивом, гострим томатним кетчупом і компотами. Він відмітив ідеальну збалансованість смакових комбінацій цієї страви, і дав їй найвищий індивідуальний бал 10/10 . Ніколас Ландер, оцінюючи ресторан для Financial Times у 2008 році, також відмітив цю страву, а крім того, описав свої незабутні враження від основної страви з м'яса козеня, і десерт з морозива, зробленого з овечого молока.

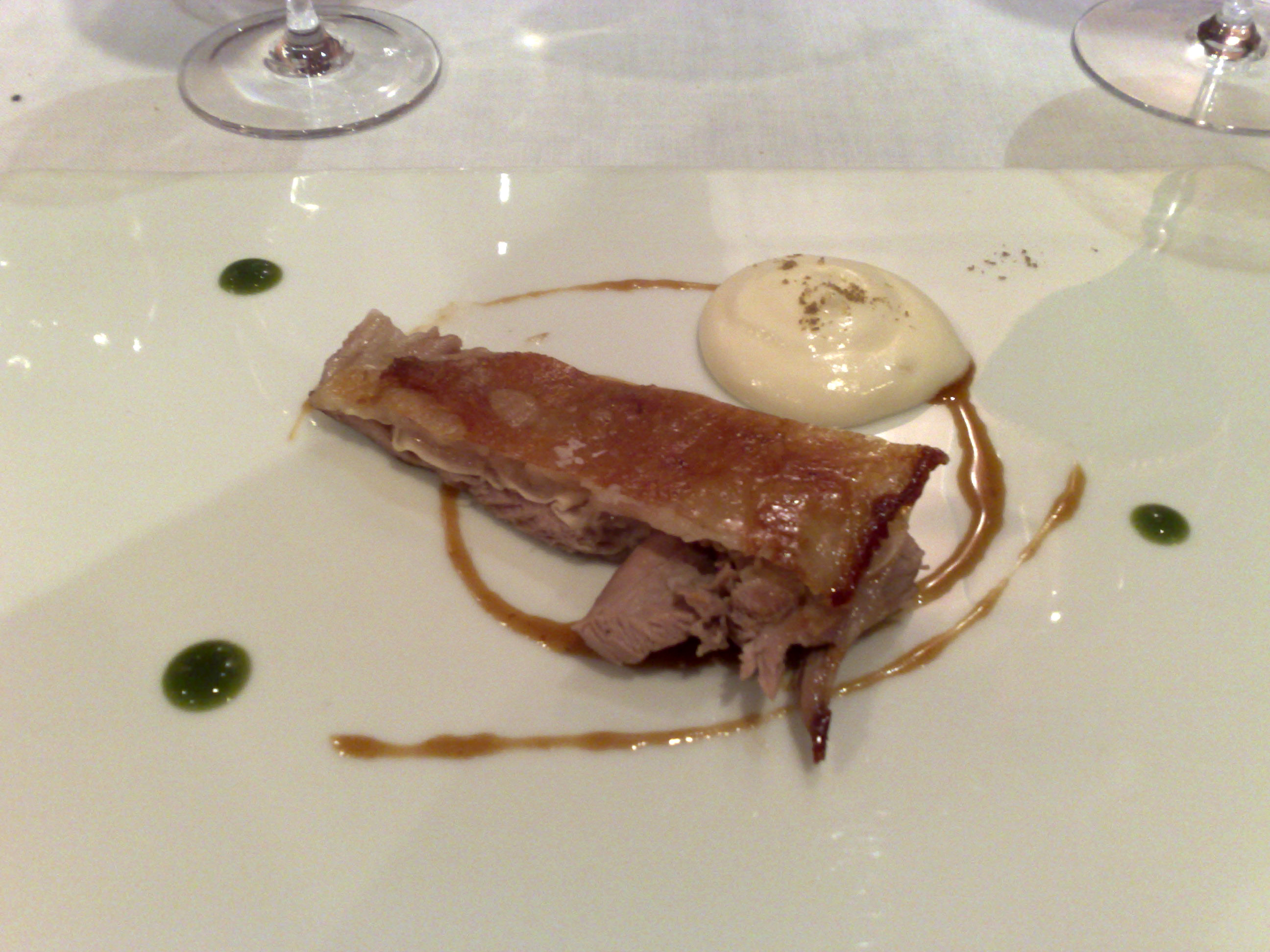
Шматочок м'яса козеня, подається з козячим молоком і м'ятою

Ресторанний критик Джонатан Голд з Wall Street Journal описує презентацію карамелізованих оливок як «чудову і незабутню». У вересні 2011 редактором The Times Тоні Тернбуллом ресторан був включений до топ-10 місць, де варто поїсти.
Британський журналіст Едріан Ентоні Гілл (A. A. Gill), порівнюючи ресторан братів з колишнім топ-рестораном Ель-Буллі з Каталонії, відмітив, що El Celler De Can Roca не є його технічною заміною на олімпі найкращих ресторанів світу — він відзначається видатною кухнею, є представником нової впевненої в своєму успіхові хвилі іспанської кухні, яка відрізняється технічною складністю приготування і враховує свої географічні, історичні і політичні традиції.
El Celler De Can Roca отримав свою першу зірку від Мішлен у 1995 році, другу — у 2002, а у 2009 році став трьохзірковим, яким і залишається до 2013 року, коли він був названий найкращим рестораном світу британським журналом «Restaurant». До лістингу 50 найкращих ресторанів світу він включався з 2006 року, спочатку з 21-м рейтингом.
У 2009 отримав 5-й рейтинг і був нагороджений премією за найбільш стрімке сходження в рейтингу.
У 2010 піднімається на 4-е місце, у 2011—2012 — на 2-е і, нарешті, 29 квітня 2013 року стає рестораном номер один у світі за версією журналу «Restaurant».
Високо оцінюють цей ресторан також інші видання. Так, зокрема, у рейтингу Топ-101 найкращих ресторанів Європи від The Daily Meal's у 2012 році El Celler de Can Roca входив до дванадцяти найкращих, і в тому ж році The Sunday Telegraph назвала його рестораном року.

## Галерея

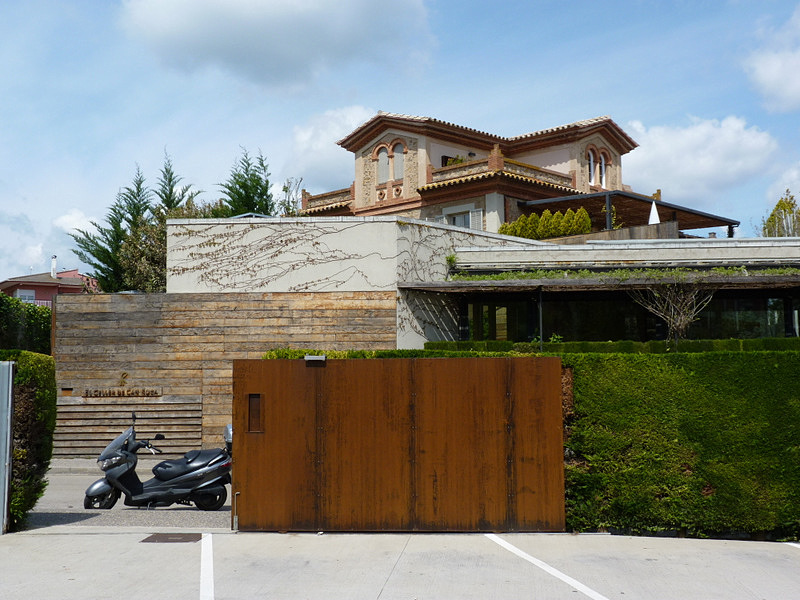
Зовнішній вигляд ресторану
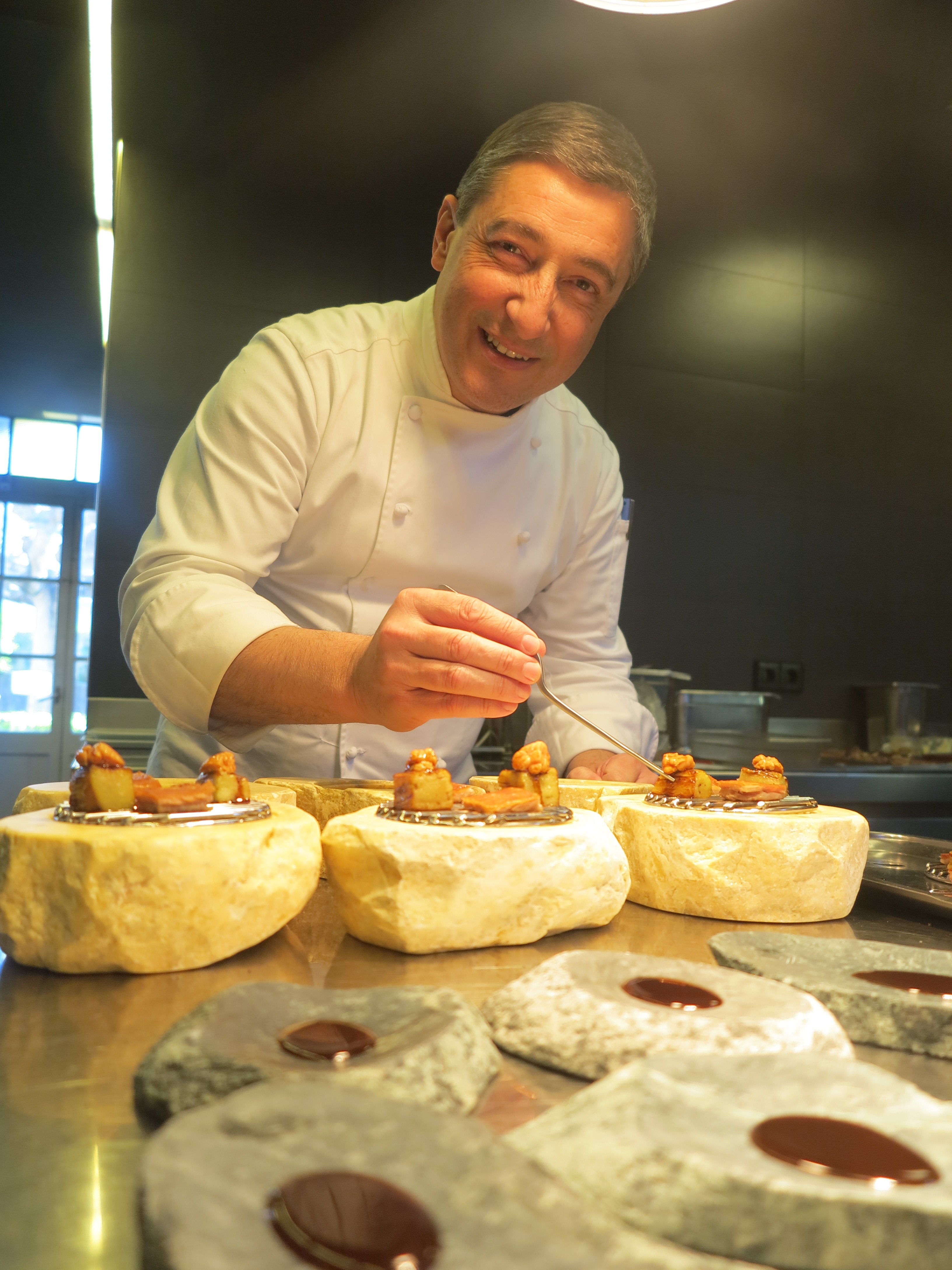
Хуан Рока
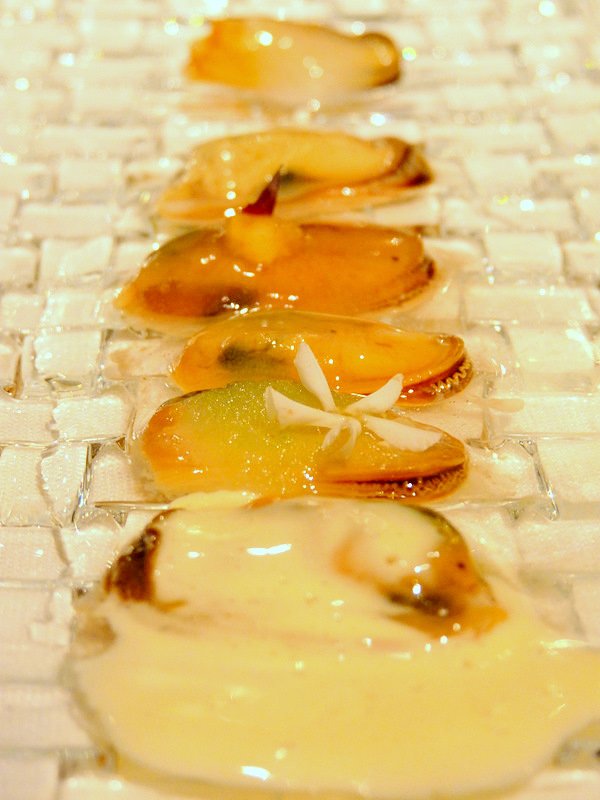
Мідії в рислінгу
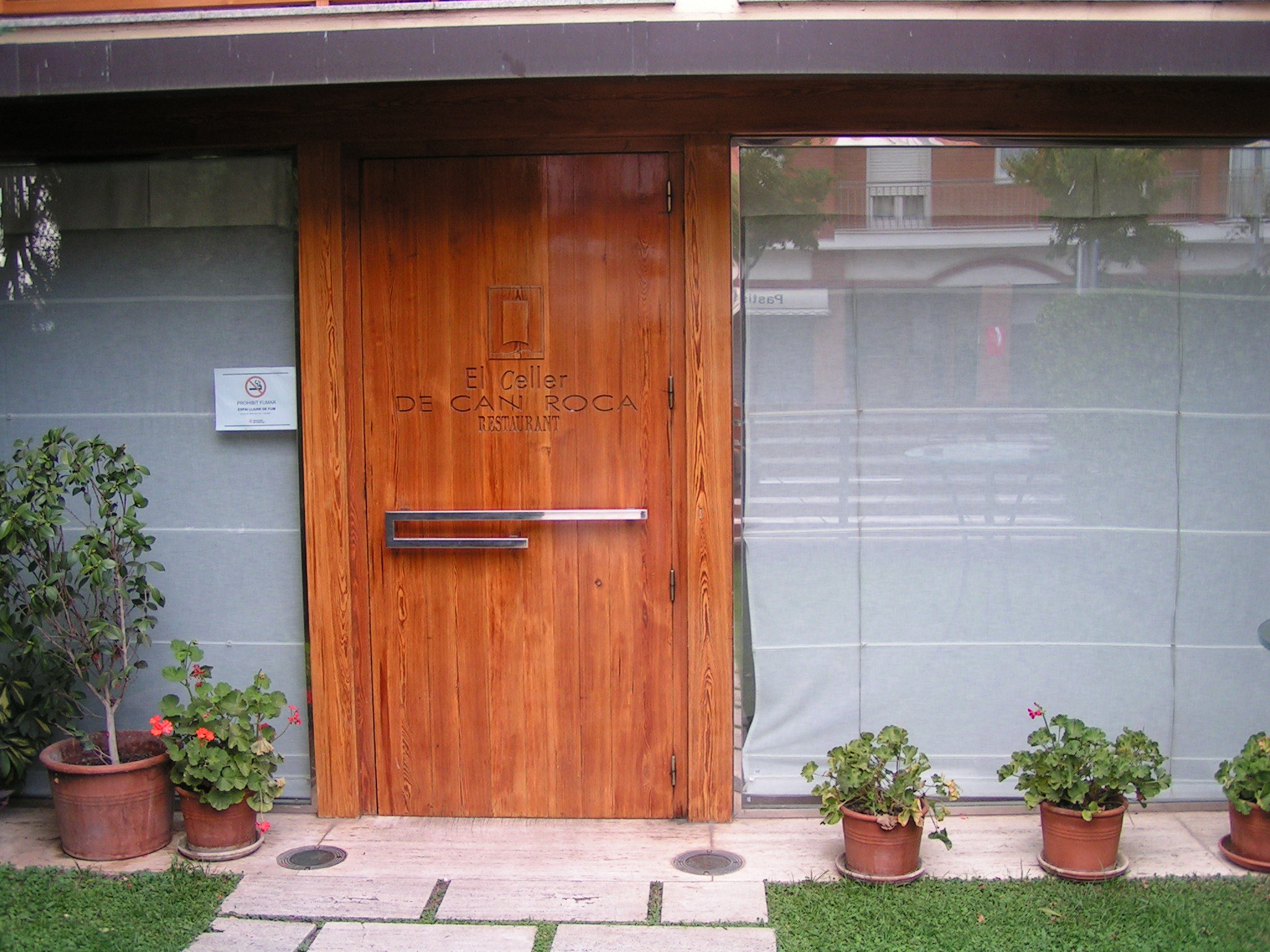
Вхід в ресторан